# Dick Nanninga
Dick Nanninga celým jménem Dirk Jacobus Willem Nanninga (17. ledna 1949, Groningen - 21. července 2015, Maaseik) byl nizozemský fotbalista, útočník. Zemřel 21. července 2015 ve věku 66 let na cukrovku.

## Fotbalová kariéra
Do svých 24 let hrál v Groningenu za amatérský klub Oosterparkers. V místním profesionálním klubu FC Groningen nezískal smlouvu, první prefesionální kontrakt podepsal s druholigových klubem SC Veendam. Od další sezóny hrál v nizozemské lize za Roda JC Kerkrade. Sezónu 1982/83 strávil v Hongkongu v klubu Seiko SA. Po návratu do Nizozemí hrál za MVV Maastricht. V Poháru vítězů pohárů nastoupil za Rodu JC Kerkrade ve 2 utkáních. Na Mistrovství světa ve fotbale 1978, kdy Nizozemí získalo stříbrné medaile za 2. místo, nastoupil ve 4 utkáních a dal gól ve finále proti Argentině. Byl i členem nizozemské reprezentace na Mistrovství Evropy ve fotbale 1980, kde nastoupil ve 3 utkáních..

## Ligová bilance
| Ročník                    | Zápasy | Góly | Klub             |
| ------------------------- | ------ | ---- | ---------------- |
| Eerste Divisie 1973/74    | 31     | 15   | SC Veendam       |
| Eredivisie 1974/75        | 32     | 14   | Roda JC Kerkrade |
| Eredivisie 1975/76        | 32     | 14   | Roda JC Kerkrade |
| Eredivisie 1976/77        | 34     | 23   | Roda JC Kerkrade |
| Eredivisie 1977/78        | 16     | 9    | Roda JC Kerkrade |
| Eredivisie 1978/79        | 32     | 10   | Roda JC Kerkrade |
| Eredivisie 1979/80        | 30     | 15   | Roda JC Kerkrade |
| Eredivisie 1980/81        | 21     | 12   | Roda JC Kerkrade |
| Eredivisie 1981/82        | 29     | 10   | Roda JC Kerkrade |
| 1. liga Hong Kong 1982-83 | 20     | 2    | Seiko SA         |
| Eerste Divisie 1983/84    | 32     | 15   | MVV Maastricht   |
| Eredivisie 1984/85        | 29     | 11   | MVV Maastricht   |
| Eredivisie 1985/86        | 6      | 0    | MVV Maastricht   |
| CELKEM 1. nizozemská liga | 261    | 118  |                  |